# Protea aristata

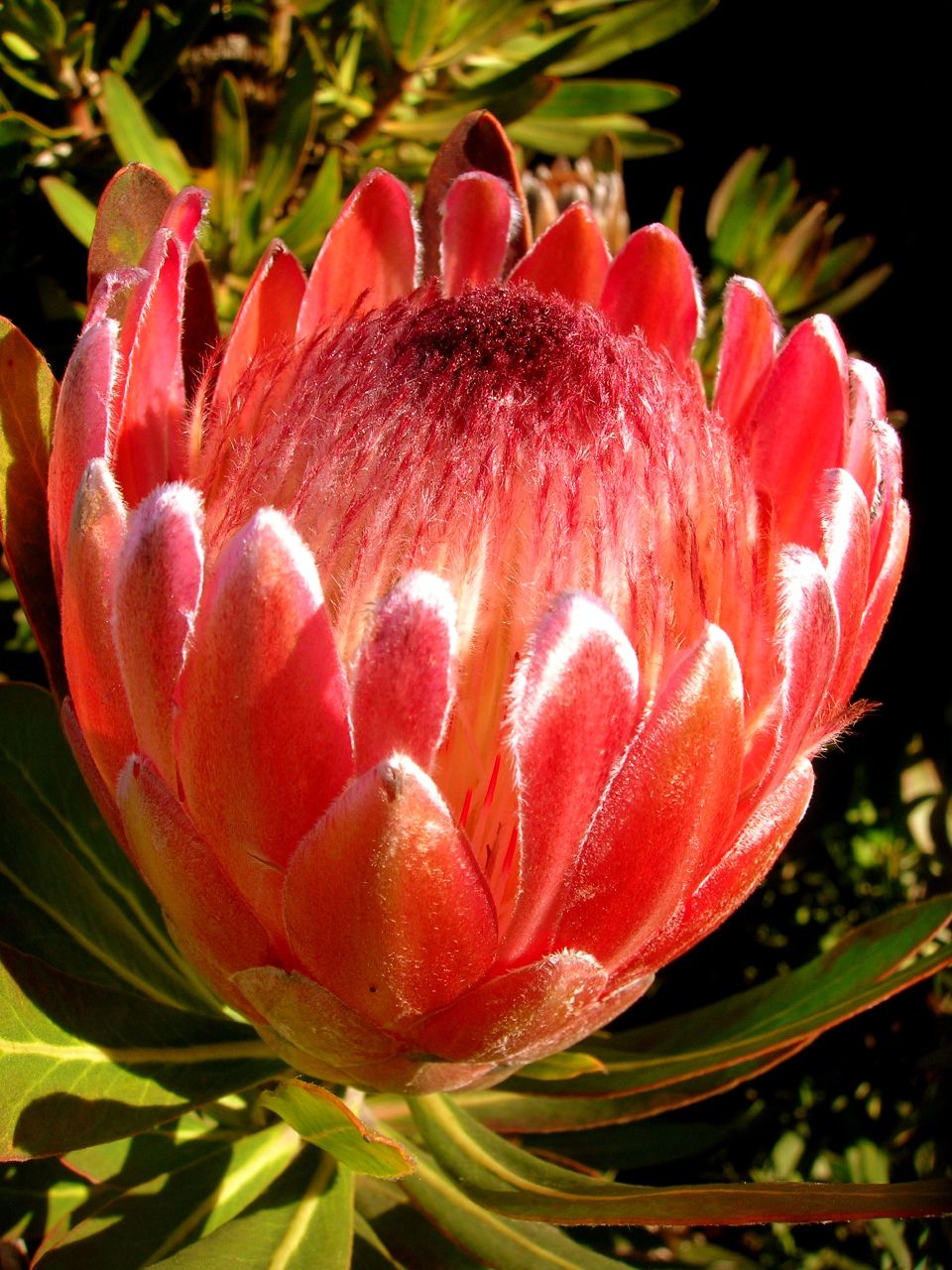
Detalle de la flor

Protea aristata es una especie de arbusto perteneciente a la familia Proteaceae. Es originaria de Sudáfrica.

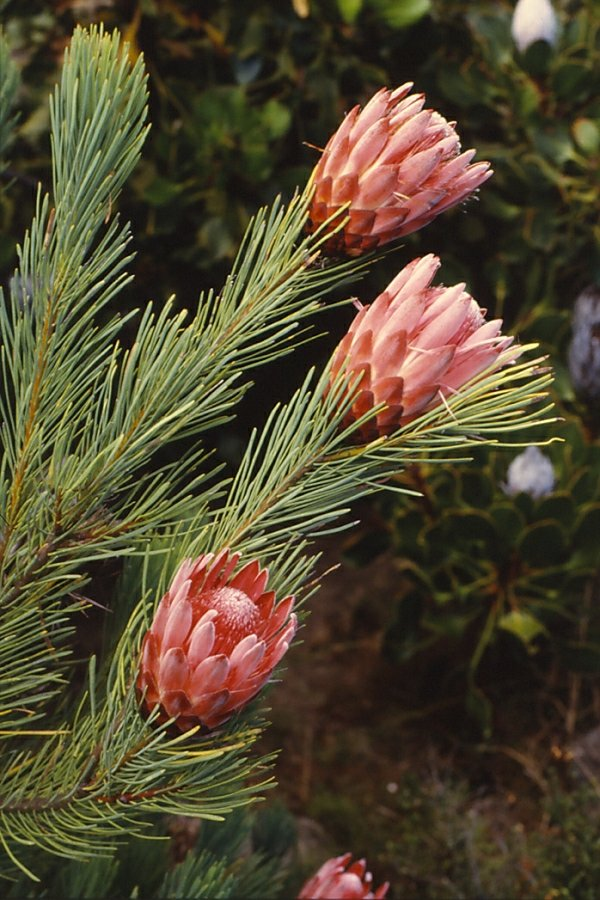
Protea aristata inflorescencias

## Descripción
Es un arbusto que alcanza un tamaño de 2,5 m de altura, y de hasta 3 m de diámetro, con un solo tallo principal de 250 mm de diámetro. Las hojas están en posición vertical, lineales, de 70 - 100 mm de largo, y 2 - 3 mm de ancho, que termina en un negro punto suave acuminado, glabra, glauca de color verde. Los tallos de las flores están en posición vertical y miden 5 - 7 mm de diámetro. Las flores tienen forma de cono invertido a ligeramente en forma de campana cuando está totalmente abierta. Las brácteas involucrales están dispuestas en 7-9 series, con la serie exterior muy amplia y con forma de huevo a casi redonda, desnuda, de 10 - 15 mm de largo, 10 mm de ancho.  Las brácteas varían en color desde casi negro de la serie externa a un claro carmín o escarlata en la serie de interior, los pelos densos dan un aspecto plateado a las brácteas, que son de punta, con pelos cortos de color blanco a lo largo de los márgenes en el ápice.

## Hábitat y distribución
Encontrado en las laderas norte y sur en un tramo de 60 km de las montañas de Swartberg de la Provincia del Cabo, Sudáfrica , entre las altitudes de 750 y 2000m. Aunque generalmente se considera escasa en la naturaleza, de hecho es bastante común en su área. La planta rara vez forma densas comunidades, sino que se encuentra ampliamente distribuida en todas partes. Esta protea prefiere afloramientos rocosos, que le ha llevado a la supervivencia de los ejemplares muy viejos protegidos del fuego por los alrededores rocosos. La floración ocurre entre octubre y diciembre, y  en fecha tan tardía como febrero.

## Cultivo
Protea aristata se puede cultivar desde la semilla, hay algunos magníficos ejemplares en el Jardín Botánico Nacional de Kirstenbosch, Ciudad del Cabo. Son longevos (hasta 50 años), creciendo lentamente y haciendo un arbusto prolijo y compacto. Son bastante resistentes a la sequía y las heladas. La característica única de limitación de la planta, como flor cortada es el olor desagradable emitido por los tallos cortados.

## Taxonomía
Protea aristata fue descrito por Edwin Percy Phillips y publicado en Journal of South African Botany 4: 45. 1938.
Etimología
Protea: nombre genérico que fue creado en 1735 por Carlos Linneo en honor al dios de la mitología griega Proteo que podía cambiar de forma a voluntad, dado que las proteas tienen muchas formas diferentes. 
aristata: epíteto latíno que significa "con una cerda larda en la punta".